# Speciale functie
Binnen de wiskunde zijn er diverse speciale functies die meestal als de ontbrekende schakel zijn gedefinieerd in de oplossing van een bepaald analytisch vraagstuk en zodoende een eigen naam hebben gekregen. Machtsverheffen, logaritmen en goniometrische en exponentiële functies vallen daar niet onder. Speciale functies vinden hun oorsprong meestal in de techniek. Om die reden is het van belang dat een technicus behalve de mathematische definitie van een dergelijke functie, ook concrete functiewaarden ter beschikking heeft. Daarom zijn veel speciale functies ook nauwkeurig getabelleerd, {\displaystyle x} tegen {\displaystyle f(x)}.
Een voorbeeld van een speciale functie is de gammafunctie. 